# Konzil von Tours (567)
Das Konzil von Tours fand 567 in der Stadt Tours (Frankenreich) statt. Es wurde am 18. November dieses Jahres noch mit der Zustimmung König Chariberts I. eröffnet und hatte nur neun Teilnehmer, darunter der den Vorsitz führende Bischof Euphronius von Tours, der Bischof Germanus von Paris und der Bischof Praetextatus von Rouen.

## Beschlüsse
Die am Konzil teilnehmenden Bischöfe übten harsche Kritik am Verhalten der merowingischen Könige, die von schlechten Menschen angetrieben gegeneinander wüten und sich fremden Besitz aneignen würden. Im ersten Kanon wurde der Zusammenhalt der Bischöfe beschworen; auch königliche Befehle dürften nicht als Ausrede für eine Abwesenheit bei Provinzialsynoden dienen, das geistliche Wirken habe Vorrang vor Verfügungen des Königs.
Weiterhin beschloss das Konzil,
- dass ein Verstoß gegen den Zölibat eine Form der Häresie sei (Nikolaitismus).[2]
- dass Bischöfe fortan berechtigt sind, Priester zu exkommunizieren.
- dass jede civitas (womit unter anderem die Kirchengemeinde gemeint ist) ihre Armen unterstützen soll.[3][4]